# Survivor: Ünlüler vs. Gönüllüler 2
Survivor: Ünlüler vs. Gönüllüler 2 es la sexta temporada del popular programa de Estados Unidos Survivor, que se emitió en 2012. Las tribus de este año, el pueblo ("Famosos") y los Voluntarios ("Fans"), que en la temporada 2011, fue nombrado Survivor: Ünlüler vs. Gönüllüler. Los episodios se transmiten los sábados por TV Show , el estreno de la temporada tuvo lugar el 17 de marzo de 2012.

## Concursantes
| Concursante                  | Tribu Inicial | Individuales | Final                  | Total de Votos |
| ---------------------------- | ------------- | ------------ | ---------------------- | -------------- |
| Asena Erdem 21, Istanbul     | Gönüllüler    |              | 1st Voted Out Day 10   | 3              |
| Sibel Tüzün 40, Istanbul     | Ünlüler       |              | 2nd Voted Out Day 17   | 3              |
| Gülen Sezmiş 18, Istanbul    | Gönüllüler    |              | 3rd Voted Out Day 24   | 10             |
| Şansın Tokyay 22, Istanbul   | Gönüllüler    |              | 4th Voted Out Day 31   | 2              |
| Doğuş 37, Germany            | Ünlüler       |              | 5th Voted Out Day 38   | 2              |
| Merve Büyüksaraç 22,Ankara   | Ünlüler       |              | 6th Voted Out Day 45   | 6              |
| Serhat Özcan 27, Kocaeli     | Gönüllüler    | Merged Tribe | 7th Voted Out Day 52   | 7              |
| Mustafa Topaloğlu 55, Hopa   | Ünlüler       | Merged Tribe | 8th Voted Out Day 59   | 9              |
| Alp Kırşan 32, Istanbul      | Ünlüler       | Merged Tribe | 9th Voted Out Day 66   | 4              |
| Almeda Abazi 20, Tirana      | Ünlüler       | Merged Tribe | 10th Voted Out Day 73  | 4              |
| Cevher Pekçiçek 22, Istanbul | Gönüllüler    | Merged Tribe | 11th Voted Out Day 80  | 7              |
| Hayim Kohen 26, Ankara       | Gönüllüler    | Merged Tribe | 12th Voted Out Day 87  | 3              |
| Begüm Yücetan 24, Izmir      | Gönüllüler    | Merged Tribe | 13th Voted Out Day 100 | 6              |
| Anıl Tetik 21, Istanbul      | Ünlüler       | Merged Tribe | 14th Voted Out Day 101 | 8              |
| Hasan Yalnızoğlu 38, Rize    | Gönüllüler    | Merged Tribe | 2° Lugar Day 102       | 1              |
| Nihat Altınkaya 32, Karabük  | Ünlüler       | Merged Tribe | Ganador Day 102        | 6              |

- Los Votos totales es el número de votos que un náufrago ha recibido durante consejos tribales donde el náufrago es elegible para ser votado fuera del juego. No se incluyen los votos recibidos durante el Consejo Tribal final.

- Datos: Q6136265